# 瓦祖扎河
瓦祖扎河是俄羅斯的河流，位於斯摩棱斯克州和特維爾州，屬於伏爾加河的右支流。
瓦祖扎河全長162公里，流域面積7,120平方公里，河畔小鎮有瑟喬夫卡和祖布佐夫。

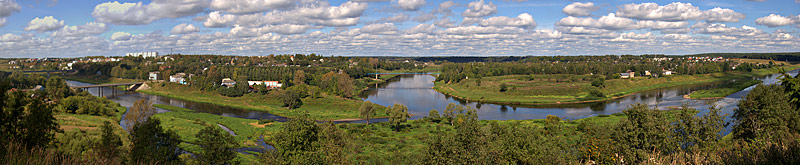
瓦祖扎河（左）河口